# Кайдун (метеорит)
Кайдун (англ. Kaidun) — метеорит, упавший в Народной Демократической Республике Йемен (НДРЙ) в 1980 году.

## Описание
Кайдун упал 3 декабря 1980 года на территорию военной базы в НДРЙ. Свидетелем этого стал военный советник из СССР. Метеорит был собран и отправлен в Академию наук СССР, где он был помещён в Метеоритную коллекцию. Его масса составила около 842 граммов. Кайдун содержит множество пор и трещин. Анализ метеорита показал, что он очень разнороден по составу. В нём было обнаружено 60 минералов, среди которых два новых для науки: официально признанный Комиссией по новым минералам и названиям минералов (КНМНМ) Международной минералогической ассоциации (IMA) новым минералом в 1999 году флоренскиит с химической формулой FeTiP и признанный в 2006 году андрейивановит, химическая формула которого — FeCrP. Второй из них назван в честь доктора геолого-минералогических наук Андрея Валерьевича Иванова, долгое время изучавшего Кайдун, а первый — в честь его учителя Кирилла Павловича Флоренского. В Кайдуне были обнаружены составные части, характерные как для углистых хондритов, так и для энстатитовых хондритов.
В связи с разнообразием условий, в которых могло сформироваться такое разнородное тело, были высказаны предположения о его происхождении из кометы, из астероида Церера, троянца Юпитера. Однако, после находки в Кайдуне чрезвычайно редких для метеоритов щелочей, солидное подкрепление получила гипотеза происхождения из планеты. Была высказана гипотеза, что этой планетой был Марс, от которого предшествующее Кайдуну вещество оторвалось в результате метеоритного удара и попало на спутник Марса Фобос, где подверглось изменениям, и в конце концов Кайдун был выброшен в космос и прилетел на Землю.